# Shin Ōnuma
Shin Ōnuma (大沼 心 Ōnuma Shin?) es un director de anime, animador y guionista gráfico japonés. El primer empleador de Ōnuma en la industria del anime fue Office AO, pero es más conocido por sus contribuciones a los estudios Shaft y Silver Link.

## Carrera
La primera aparición de Ōnuma en el anime, fue como animador intermedio de Berserk como empleado subcontratado de Office AO. Continuó trabajando con Office AO y en 2003 hizo su debut como director de episodios en Nurse Me! y Triangle Hearts ~Sweet Songs Forever~ bajo la dirección de la serie de Akiyuki Shinbo. Al año siguiente, Shinbo lo invitó junto con Tatsuya Oishi a unirse a Shaft, y los tres se hicieron conocidos como Team Shinbo. Según Ōnuma, Shinbo lo había invitado a Shaft debido a la comprensión de Ōnuma sobre composición y procesamiento digital, que había mostrado en Triangle Hearts. Su primer proyecto con Shaft fue Tsukuyomi: Moon Phase, y el gusto de Ōnuma por la estética "moe" y los "juegos de chicas" lo llevaron a ser particularmente útil para Shinbo en la serie, quien admitió que no entendía la estética "moe" de Tsukuyomi. La mayoría de las producciones de Shaft de 2004 a 2009 fueron dirigidas posteriormente por los tres, con Shinbo asumiendo un papel ejecutivo en el estudio y Ōnuma y Oishi haciendo la mayor parte del trabajo práctico de dirección. En 2009, Ōnuma dejó Shaft para trabajar con Silver Link. En Silver Link, Ōnuma asumió un rol similar al rol ejecutivo de Shinbo en Shaft. Ha estado involucrado en la mayoría de las producciones del estudio como director o director jefe, y ha sido mentor o influido en varios directores, incluidos Masato Jinbo, Masafumi Tamura, Takeshi Inoue y Mirai Minato.

### Estilo
Desde su tiempo en el estudio, el estilo de dirección de Ōnuma se ha comparado constantemente con el de sus antiguos colegas de Shaft. El crítico de ANN, Carl Kimlinger, en sus reseñas de las dos temporadas de Baka to Test to Shōkanjū, notó las señales visuales de Ōnuma, que parecía haber tomado de su época con Akiyuki Shinbo; en comparación con el enfoque de "loco director" de Shinbo, Kimlinger describió la dirección de Ōnuma como "semi-abstracta" y "ligera"; Nick Creamer, al revisar C³, notó el énfasis de Ōnuma en imágenes "tremendamente creativas", que recuerdan a su serie anterior; y Theron Martin mencionó las similitudes entre Tasogare Otome × Amnesia y Ef. A pesar de los muchos análisis del estilo de Ōnuma, Creamer afirmó más tarde, en su reseña del primer episodio de The Ones Within, que no se le podía asignar un solo estilo de dirección a Ōnuma, y que su estilo visual probablemente era más el resultado de la experimentación visual por el bien de la experimentación visual que cualquier estilo particular de elección.
Inicialmente, mientras trabajaba en Pani Poni Dash!, Ōnuma declaró que no sabía cómo hacer una comedia usando gags ya que nunca había hecho una hasta ese momento, pero se interesó más al ver el cuarto episodio de la serie de Yasuo Ejima. Después de ver el sexto episodio de la serie de Tatsuya Oishi, Ōnuma decidió tomar las cosas que creía que eran interesantes y hacerlas propias. Ōnuma también comenzó a trabajar en estrecha colaboración con el personal de animación, con quien consultó sobre cómo mejorar los guiones gráficos y otras partes de la producción, y les pedía que agregaran sus propias ideas al trabajo. Aunque solo era un animador clave en ese momento, Ōnuma consultó específicamente con el director posterior de Shaft, Naoyuki Tatsuwa, sobre algunas de las parodias y referencias de la serie, ya que Tatsuwa sabía cómo implementarlas. Ōnuma desarrolló su sentido del estilo en conjunto con los creadores que lo rodeaban, a diferencia de la autoindulgencia de Oishi como director en el que hizo sus propias referencias y parodias lejos de lo que describió como el equipo de Ōnuma.
Según él mismo, el aspecto más influyente del estilo de dirección de Shinbo en Ōnuma fue el gusto de Shinbo por los colores en sus obras. Aunque Shinbo, en ese momento, había dejado de usar colores anormales, Ōnuma notó que era el "poder del color" lo que lo había influenciado principalmente mientras trabajaba con Shinbo. Hablando estrictamente sobre el debut de Ōnuma como director en solitario en Ef: A Tale of Memories, Shinbo señaló que Ōnuma contrastaría los primeros planos de rostros felices con líneas largas y tristes de los personajes (y viceversa). Para Natsu no Arashi!, Shinbo le pidió a Ōnuma que ideara una forma única de retratar el caluroso verano. Después de hablar con el equipo de fondo, Ōnuma decidió usar un estilo de iluminación de alto contraste para enfatizar el poder de la iluminación del sol. Sin embargo, la forma de la iluminación, que aparece en ciertas formas, fue una idea que Shinbo había usado ocasionalmente en instancias anteriores, que fue influenciada por el trabajo del director de arte Yuuji Ikeda en Marude Dameo (en el que Shinbo trabajó como director de episodios). Ōnuma declaró que no da instrucciones detalladas ni al elenco ni al personal de sus obras, sino que desarrolla el proyecto en torno a una sola guía por la cual todo el personal puede moverse y comprender. Al adaptar las obras al medio del anime, se toma su tiempo tratando de apelar a las intenciones del autor original y las expectativas de los espectadores, para complacer tanto a la audiencia como al creador de la obra.

## Trabajos

### Series de televisión
Destaca papeles con funciones de dirección de series.
| Año  | Título | Director(es)                             | Estudio                                   | Funciones | Refs.                                   |
| ---- | --- | ---------------------------------------- | ----------------------------------------- | --- | --------------------------------------- |
| 1997 | Berserk | Naohito Takahashi                        | OLM                                       | Animador intermedio (#4) | [ 2 ]                                   |
| 1998 | Silent Möbius | Hideki Tonokatsu                         | Radix                                     | Animador clave (#6, 10, 15, 17, 21) | [ 21 ]                                  |
| 2001 | Chitchana Yukitsukai Shugā                                                                                       | Shinichiro Kimura                        | J.C.Staff                                 | Animador clave (#6) | [ 22 ]                                  |
| 2002 | G-On Riders | Shinichiro Kimura                        | Shaft TNK                                 | Animador clave (#2) | [ 23 ]                                  |
| 2003 | Twin Spica | Tomomi Mochizuki                         | Group TAC                                 | Director de episodio (#9) | [ 24 ]                                  |
| 2004 | Wind: A Breath of Heart                                                                                          | Mitsuhiro Tōgō                           | Radix                                     | Director de episodio (#10) | [ 25 ]                                  |
| 2004 | Tsukuyomi: Moon Phase                                                                                            | Akiyuki Shinbo                           | Shaft                                     | Director de apertura (OP 2) Director de episodio (#1, 7, 15, 20, 24) Guionista gráfico (#7, 15) Asistente de dirección de episodios (#9) Animador clave (#25) | [ 26 ] [ 27 ] [ 28 ] [ 29 ] [ 30 ]      |
| 2005 | Paniponi Dash!                                                                                                   | Akiyuki Shinbo Shin Ōnuma                | Shaft                                     | Director jefe Guionista gráfico (#7) Director de episodio (#1, 8, 16, 22, 26) Animación de cierre (ED 1–12, 26) Supervisor (#14, 17, 23)                      | [ 31 ] [ 32 ] [ 33 ] [ 34 ] [ 35 ]      |
| 2005 | Akahori Gedou Hour Rabuge                                                                                        | Hitoyuki Matsui                          | Radix                                     | Animador clave (#1) | [ 36 ]                                  |
| 2006 | Mahō Sensei Negima!                                                                                              | Akiyuki Shinbo Shin Ōnuma                | Shaft                                     | Director jefe Guionista gráfico (#(1, 9, 13) Director de episodio (#1, 14, 19, 26)                                                                            | [ 37 ] [ 38 ] [ 39 ]                    |
| 2007 | Hidamari Sketch                                                                                                  | Akiyuki Shinbo Ryōki Kamitsubo           | Shaft                                     | Director de apertura | [ 40 ]                                  |
| 2007 | Ef: A Tale of Memories                                                                                           | Shin Ōnuma                               | Shaft                                     | Director Guionista gráfico (#1–2, 7, 12; OP) Director de episodio (#1, 7, 12; OP) 2º animador clave (#12)                                                     | [ 41 ] [ 42 ] [ 43 ] [ 44 ]             |
| 2008 | Hidamari Sketch x 365                                                                                            | Akiyuki Shinbo                           | Shaft                                     | Director de apertura Director de episodio (#4) | [ 45 ] [ 46 ]                           |
| 2008 | Bakemonogatari                                                                                                   | Akiyuki Shinbo Tatsuya Oishi             | Shaft                                     | Director de episodio (#9) Director de apertura (OP 4) | [ 47 ]                                  |
| 2008 | Ef: A Tale of Melodies                                                                                           | Shin Ōnuma                               | Shaft                                     | Director Guionista gráfico (#1; OP) Director de episodio (#1, 6, 10, 12; OP)                                                                                  | [ 48 ] [ 49 ] [ 50 ]                    |
| 2009 | Natsu no Arashi!                                                                                                 | Akiyuki Shinbo Shin Ōnuma                | Shaft                                     | Director de serie Director de episodio (#1–2, 7, 9, 13; OP; ED 1–3) Guionista gráfico (#13)                                                                   | [ 51 ] [ 52 ] [ 53 ] [ 54 ] [ 55 ]      |
| 2009 | Natsu no Arashi! Akinai-chū                                                                                      | Akiyuki Shinbo Shin Ōnuma (#1–7)         | Shaft                                     | Director de serie (#1–7) Guionista gráfico (#1) Director de episodio (#1; OP; ED 1–2)                                                                         | [ 56 ] [ 57 ] [ 58 ] [ 59 ]             |
| 2010 | Baka to Test to Shōkanjū                                                                                         | Shin Ōnuma                               | Silver Link                               | Director Guionista gráfico (#1, 7, 11; OP; ED 2) Director de episodio (#1, 13; OP; ED 2)                                                                      | [ 60 ] [ 61 ] [ 62 ] [ 63 ] [ 64 ]      |
| 2011 | Baka to Test to Shōkanjū Ni!                                                                                     | Shin Ōnuma                               | Silver Link                               | Director Guionista gráfico (#1; OP; ED 3) Director de episodio (#1; OP; ED 3) Guion (#4)                                                                      | [ 65 ] [ 66 ] [ 67 ] [ 68 ] [ 69 ]      |
| 2011 | C³ | Shin Ōnuma                               | Silver Link                               | Director Guionista gráfico (#3; OP 1–2) Director de episodio (OP 1–2)                                                                                         | [ 70 ] [ 71 ]                           |
| 2011 | Level E | Toshiyuki Katō                           | Pierrot David Production                  | Guionista gráfico (#10) | [ 72 ]                                  |
| 2012 | Tasogare Otome × Amnesia                                                                                         | Shin Ōnuma Takashi Sakamoto              | Silver Link                               | Director Guionista gráfico (#1) Director de episodio (#1) | [ 73 ] [ 74 ]                           |
| 2012 | Kokoro Connect                                                                                                   | Shin Ōnuma Shinya Kawatsura              | Silver Link                               | Director jefe | [ 75 ]                                  |
| 2012 | Onii-chan dakedo Ai sae Areba Kankeinai yo ne!                                                                   | Keiichiro Kawaguchi                      | Silver Link                               | Guionista gráfico (#4) | [ 76 ]                                  |
| 2013 | Watashi ga Motenai no wa Dou Kangaetemo Omaera ga Warui!                                                         | Shin Ōnuma                               | Silver Link                               | Director Guionista gráfico (#1; OP; ED 1, 5) Director de episodio (#1; OP; ED 1, 5)                                                                           | [ 77 ] [ 78 ] [ 79 ] [ 80 ]             |
| 2013 | Fate/kaleid liner Prisma Illya                                                                                   | Shin Ōnuma Mirai Minato Takashi Sakamoto | Silver Link                               | Director jefe Guionista gráfico (#1) | [ 81 ] [ 82 ]                           |
| 2013 | Monogatari Series Second Season                                                                                  | Akiyuki Shinbo Tomoyuki Itamura          | Shaft                                     | Director de apertura (OP 3) | [ 83 ]                                  |
| 2014 | Nō-Rin | Shin Ōnuma                               | Silver Link                               | Director Guionista gráfico (#1; OP; ED 1–3) Director de episodio (#1; OP; ED 1–3) Fotografía (ED 3)                                                           | [ 84 ] [ 85 ] [ 86 ] [ 87 ] [ 88 ]      |
| 2014 | Fate/kaleid liner Prisma Illya 2wei!                                                                             | Shin Ōnuma Masato Jinbo                  | Silver Link                               | Director jefe | [ 89 ]                                  |
| 2014 | Rokujōma no Shinryakusha!?                                                                                       | Shin Ōnuma Jin Tamamura                  | Silver Link                               | Director Director de episodio (OP) Guionista gráfico (#1; OP)                                                                                                 | [ 90 ] [ 91 ] [ 92 ]                    |
| 2015 | Rakudai Kishi no Cavalry                                                                                         | Shin Ōnuma Jin Tamamura                  | Silver Link Nexus                         | Director Guionista gráfico (#3; OP) Director de episodio (#3, 12; OP)                                                                                         | [ 93 ] [ 94 ] [ 95 ] [ 96 ]             |
| 2015 | Fate/kaleid liner Prisma Illya 2wei Herz!                                                                        | Shin Ōnuma Masato Jinbo                  | Silver Link                               | Director jefe | [ 97 ]                                  |
| 2015 | Chaos Dragon | Hideki Tachibana Masato Matsune          | Silver Link Connect                       | Guionista gráfico (#3) | [ 98 ]                                  |
| 2016 | Anne Happy | Shin Ōnuma                               | Silver Link                               | Director Guionista gráfico (#1; OP) Director de episodio (#1; OP)                                                                                             | [ 99 ] [ 100 ] [ 101 ]                  |
| 2016 | Fate/kaleid liner Prisma Illya 3rei!                                                                             | Shin Ōnuma Masato Jinbo Ken Takahashi    | Silver Link                               | Director jefe | [ 102 ]                                 |
| 2016 | Stella no Mahō                                                                                                   | Shinya Kawatsura                         | Silver Link                               | Guionista gráfico (#3) | [ 103 ]                                 |
| 2017 | Imōto Sae Ireba Ii.                                                                                              | Shin Ōnuma Jin Tamamura                  | Silver Link                               | Director Guionista gráfico (OP) Director de episodio (OP) | [ 104 ] [ 105 ]                         |
| 2018 | Death March Kara Hajimaru Isekai Kyōsōkyoku                                                                      | Shin Ōnuma                               | Silver Link Connect                       | Director Guion gráfico (#2) | [ 106 ] [ 107 ]                         |
| 2018 | Sunohara-sou no Kanrinin-san                                                                                     | Shin Ōnuma Mirai Minato                  | Silver Link                               | Director jefe Guionista gráfico (OP) Director de episodio (OP)                                                                                                | [ 108 ] [ 109 ]                         |
| 2018 | Butlers: Chitose Momotose Monogatari                                                                             | Ken Takahashi                            | Silver Link                               | Director de episodio (#11) Guionista gráfico (#11) | [ 110 ]                                 |
| 2018 | Akanesasu Shōjo                                                                                                  | Jin Tamamura Yūichi Abe                  | DandeLion Animation Studio Okuruto Noboru | Guionista gráfico (#12) | [ 111 ]                                 |
| 2019 | The Ones Within                                                                                                  | Shin Ōnuma                               | Silver Link                               | Director Guionista gráfico (#1; ED) Director de episodio (#1, 3; OP; ED)                                                                                      | [ 112 ] [ 113 ] [ 114 ] [ 115 ] [ 116 ] |
| 2020 | Itai no wa Iya nano de Bōgyoryoku ni Kyokufuri Shitai to Omoimasu.                                               | Shin Ōnuma Mirai Minato                  | Silver Link                               | Director Director de episodio (#7) | [ 117 ] [ 118 ]                         |
| 2020 | Maō Gakuin no Futekigōsha: Shijou Saikyou no Maou no Shiso, Tensei shite Shison-tachi no Gakkou e Kayō           | Shin Ōnuma Masafumi Tamura               | Silver Link                               | Director jefe Director de unidad (OP) | [ 119 ] [ 120 ]                         |
| 2020 | Kimi to Boku no Saigo no Senjō, Arui wa Sekai ga Hajimaru Seisen                                                 | Shin Ōnuma Mirai Minato                  | Silver Link                               | Director | [ 121 ]                                 |
| 2021 | Deep Insanity: The Lost Child                                                                                    | Shin Ōnuma                               | Silver Link                               | Director Guionista gráfico (#1; OP) Director de episodio (OP)                                                                                                 | [ 122 ] [ 123 ]                         |
| 2023 | Itai no wa Iya nano de Bougyoryoku ni Kyokufuri Shitai to Omoimasu. II                                           | Shin Ōnuma                               | Silver Link                               | Director Guionista gráfico (#OP2) Director de unidad (#OP2)                                                                                                   | [ 124 ]                                 |
| 2023 | Maō Gakuin no Futekigōsha: Shijou Saikyou no Maou no Shiso, Tensei shite Shison-tachi no Gakkou e Kayō II        | Shin Ōnuma Masafumi Tamura               | Silver Link                               | Director jefe Guionista gráfico (#8) | [ 125 ]                                 |
| 2023 | Ragna Crimson | Ken Takahashi                            | Silver Link                               | Director de episodio (#8) | [ 126 ]                                 |
| 2024 | Maō Gakuin no Futekigōsha: Shijou Saikyou no Maou no Shiso, Tensei shite Shison-tachi no Gakkou e Kayō II Part 2 | Shin Ōnuma Masafumi Tamura               | Silver Link                               | Director jefe Guionista gráfico (#13) Director de episodio (#13)                                                                                              | [ 127 ]                                 |
| 2025 | Princession Orchestra                                                                                            | Shin Ōnuma                               | Silver Link                               | Director | [ 128 ]                                 |

### OVAs
Destaca papeles con funciones de dirección de series.
| Año  | Título                                                   | Director(es)                                              | Estudio               | Funciones                                                                        | Refs.                   |
| ---- | -------------------------------------------------------- | --------------------------------------------------------- | --------------------- | -------------------------------------------------------------------------------- | ----------------------- |
| 2000 | Luv Wave                                                 | Katsuma Kanazawa                                          | Triple X              | Animador clave (#2)                                                              | [ 129 ]                 |
| 2002 | Mazinkaiser                                              | Masahiko Murata                                           | Brain's Base          | Animador clave (#4)                                                              | [ 130 ]                 |
| 2003 | Nurse Me!                                                | Akiyuki Shinbo                                            | AT-2                  | Director de episodio (#2)                                                        | [ 4 ]                   |
| 2003 | Triangle Hearts ~Sweet Songs Forever~                    | Akiyuki Shinbo                                            | Seven Arcs            | Director de episodio (#3) Guionista gráfico (#3)                                 | [ 3 ]                   |
| 2004 | Natsuiro no Sunadokei                                    | Takahiro Okao                                             | Rikuentai             | Director de episodio Guionista gráfico (#1)                                      | [ 131 ] [ 132 ]         |
| 2006 | Negima!? Magister Negi Magi: Spring                      | Akiyuki Shinbo Shin Ōnuma                                 | Shaft                 | Director Director de episodio                                                    | [ 133 ] [ 134 ] [ 135 ] |
| 2006 | Negima!? Magister Negi Magi: Summer                      | Akiyuki Shinbo Shin Ōnuma                                 | Shaft                 | Director Animación de cierre                                                     | [ 136 ] [ 134 ] [ 137 ] |
| 2008 | Shina Dark                                               | Shin Ōnuma Shinpei Tomooka Naoyuki Konno Toshimasa Suzuki | Shaft                 | Director                                                                         | [ 138 ] [ 139 ]         |
| 2008 | Mahō Sensei Negima!: Shiroki Tsubasa Ala Alba            | Akiyuki Shinbo                                            | Shaft Studio Pastoral | Director de cierre                                                               | [ 140 ]                 |
| 2009 | Pani Poni Dash!                                          | Akiyuki Shinbo Shin Ōnuma                                 | Shaft                 | Director de serie                                                                | [ 141 ]                 |
| 2009 | Mahō Sensei Negima!: Mō Hitotsu no Sekai                 | Akiyuki Shinbo                                            | Shaft Studio Pastoral | Director de cierre                                                               | [ 142 ]                 |
| 2011 | Baka to Test to Shōkanjū: Matsuri                        | Shin Ōnuma                                                | Silver Link           | Director Guionista gráfico (#1; ED)                                              | [ 143 ] [ 144 ] [ 145 ] |
| 2012 | C³                                                       | Shin Ōnuma                                                | Silver Link           | Director                                                                         | [ 146 ]                 |
| 2012 | Tasogare Otome × Amnesia                                 | Shin Ōnuma Takashi Sakamoto                               | Silver Link           | Director                                                                         | [ 147 ]                 |
| 2014 | Fate/kaleid liner Prisma Illya                           | Shin Ōnuma Mirai Minato Takashi Sakamoto                  | Silver Link           | Director jefe                                                                    | [ 148 ]                 |
| 2014 | Watashi ga Motenai no wa Dou Kangaetemo Omaera ga Warui! | Shin Ōnuma                                                | Silver Link           | Director                                                                         | [ 149 ]                 |
| 2015 | Fate/kaleid liner Prisma Illya 2wei!                     | Shin Ōnuma Masato Jinbo                                   | Silver Link           | Director jefe                                                                    | [ 150 ]                 |
| 2018 | Masamune-kun no Revenge                                  | Mirai Minato                                              | Silver Link           | Director de episodio                                                             | [ 151 ]                 |
| 2018 | Strike the Blood III                                     | Hideyo Yamamoto                                           | Connect               | Director de episodio (OP; ED) Guionista gráfico (OP; ED) Animador clave (OP; ED) | [ 152 ] [ 153 ]         |
| 2019 | Fate/kaleid liner Prisma Illya: Prisma Phantasm          | Shin Ōnuma                                                | Silver Link           | Director                                                                         | [ 154 ]                 |
| 2020 | The Ones Within                                          | Shin Ōnuma                                                | Silver Link           | Director                                                                         | [ 155 ] [ 115 ] [ 116 ] |

### Películas
Destaca papeles con funciones de dirección de series.
| Año  | Título                                                    | Director(es) | Estudio     | Funciones                                       | Refs.           |
| ---- | --------------------------------------------------------- | ------------ | ----------- | ----------------------------------------------- | --------------- |
| 2017 | Fate/kaleid liner Prisma Illya: Vow in the Snow           | Shin Ōnuma   | Silver Link | Director Guionista gráfico Director de unidad   | [ 156 ] [ 157 ] |
| 2021 | Fate/kaleid liner Prisma Illya: Licht - The Nameless Girl | Shin Ōnuma   | Silver Link | Director Guionista gráfico Director de episodio | [ 158 ] [ 159 ] |

### Trabajos citados
- Shinbo, Akiyuki (2012). 新房語 (en japonés). Ichijinsha. ISBN 978-4758012591.
- Takahashi, Yumi, ed. (2019). Akiyuki Shimbo x Shaft Chronicle (en japonés). Dotcom. ISBN 978-4835457017.
- Maeda, Hisashi; Hiraiwa, Shinsuke (2007). «アニメ新表現宣言！新房監督作品の奥にアニメ表現の最先端を見た！» [Declaration of a New Expression for Anime! I saw the Cutting Edge of Anime Expression in Director Shinbo's Work!] (en japonés). Tamon Creative. Consultado el 9 de mayo de 2023.